# Ronisia barbara
Ronisia barbara is een vliesvleugelig insect uit de familie van de mierwespen (Mutillidae). De wetenschappelijke naam van de soort is, als Mutilla barbara, gepubliceerd in 1758 door Linnaeus in de tiende editie van Systema naturae.